# Torneo Estivo
Il Torneo Estivo del 1986 è stata una competizione ufficiale che venne organizzata dalla Lega Nazionale Professionisti, riservata alle squadre di Serie A eliminate prima delle semifinali della Coppa Italia 1985-86 (tutte le partecipanti al massimo campionato quindi, ad eccezione delle quattro semifinaliste Como, Fiorentina, Roma e Sampdoria).
Al torneo non parteciparono i giocatori convocati per la Nazionale impegnata nella Coppa del Mondo in Messico. Le 12 partecipanti vennero divise in tre gironi di 4 squadre con incontri di sola andata e qualificazione al turno successivo per le prime due classificate di ciascun gruppo. Le 6 squadre promosse furono ulteriormente raggruppate in due gironi da 3, sempre con incontri di sola andata, per designare le due finaliste. Particolarità del torneo fu il fatto che i calciatori poterono scontare le giornate di squalifica ricevute in campionato.
Bari ed Avellino, vincenti rispettivamente del Girone 1 e del Girone 2, si contesero la finale sul campo neutro di Benevento il 19 giugno 1986. L'Avellino si aggiudicò il torneo superando i rivali con il punteggio di 3-2.

## Prima fase

### Girone 1

#### Risultati
|                | Squadra 1 | Risultato | Squadra 2 |
| -------------- | --------- | --------- | --------- |
| 4 maggio 1986  | Atalanta  | 2 - 1     | Juventus  |
| 10 maggio 1986 | Pisa      | 0 - 0     | Juventus  |
| 17 maggio 1986 | Pisa      | 1 - 0     | Atalanta  |
| 28 maggio 1986 | Atalanta  | 1 - 2     | Verona    |
| 1º giugno 1986 | Verona    | 0 - 0     | Pisa      |
| 4 giugno 1986  | Juventus  | 3 - 1     | Verona    |

#### Classifica
| Pos. | Squadra  | Pt | G | V | N | P | GF | GS | DR |
| ---- | -------- | -- | - | - | - | - | -- | -- | -- |
| 1    | Pisa     | 4  | 3 | 1 | 2 | 0 | 1  | 0  | +1 |
| 2    | Juventus | 3  | 3 | 1 | 1 | 1 | 4  | 3  | +1 |
| 3    | Verona   | 3  | 3 | 1 | 1 | 1 | 3  | 4  | -1 |
| 4    | Atalanta | 2  | 3 | 1 | 0 | 2 | 3  | 4  | -1 |

### Girone 2

#### Risultati
|                | Squadra 1 | Risultato | Squadra 2 |
| -------------- | --------- | --------- | --------- |
| 4 maggio 1986  | Bari      | 4 - 0     | Napoli    |
| 10 maggio 1986 | Avellino  | 5 - 1     | Napoli    |
| 17 maggio 1986 | Avellino  | 1 - 0     | Bari      |
| 25 maggio 1986 | Napoli    | 1 - 1     | Inter     |
| 28 maggio 1986 | Bari      | 1 - 1     | Inter     |
| 1º giugno 1986 | Inter     | 1 - 2     | Avellino  |

#### Classifica
| Pos. | Squadra  | Pt | G | V | N | P | GF | GS | DR |
| ---- | -------- | -- | - | - | - | - | -- | -- | -- |
| 1    | Avellino | 6  | 3 | 3 | 0 | 0 | 8  | 2  | +6 |
| 2    | Bari     | 3  | 3 | 1 | 1 | 1 | 5  | 2  | +3 |
| 3    | Inter    | 2  | 3 | 0 | 2 | 1 | 3  | 4  | -1 |
| 4    | Napoli   | 1  | 3 | 0 | 1 | 2 | 2  | 10 | -8 |

### Girone 3

#### Risultati
|                | Squadra 1 | Risultato | Squadra 2 |
| -------------- | --------- | --------- | --------- |
| 4 maggio 1986  | Udinese   | 1 - 0     | Milan     |
| 14 maggio 1986 | Lecce     | 1 - 1     | Milan     |
| 17 maggio 1986 | Lecce     | 0 - 1     | Udinese   |
| 28 maggio 1986 | Torino    | 5 - 0     | Lecce     |
| 31 maggio 1986 | Udinese   | 3 - 3     | Torino    |
| 4 giugno 1986  | Milan     | 1 - 3     | Torino    |

#### Classifica
| Pos. | Squadra | Pt | G | V | N | P | GF | GS | DR |
| ---- | ------- | -- | - | - | - | - | -- | -- | -- |
| 1    | Torino  | 5  | 3 | 2 | 1 | 0 | 11 | 4  | +7 |
| 2    | Udinese | 5  | 3 | 2 | 1 | 0 | 5  | 3  | +2 |
| 3    | Milan   | 1  | 3 | 0 | 1 | 2 | 2  | 5  | -3 |
| 4    | Lecce   | 1  | 3 | 0 | 1 | 2 | 1  | 7  | -6 |

## Seconda fase

### Girone 1

#### Risultati
|                | Squadra 1 | Risultato | Squadra 2 |
| -------------- | --------- | --------- | --------- |
| 7 giugno 1986  | Bari      | 1 - 1     | Torino    |
| 11 giugno 1986 | Pisa      | 2 - 4     | Bari      |
| 14 giugno 1986 | Torino    | 1 - 2     | Pisa      |

#### Classifica
| Pos. | Squadra | Pt | G | V | N | P | GF | GS | DR |
| ---- | ------- | -- | - | - | - | - | -- | -- | -- |
| 1    | Bari    | 3  | 2 | 1 | 1 | 0 | 5  | 3  | +2 |
| 2    | Pisa    | 2  | 2 | 1 | 0 | 1 | 4  | 5  | -1 |
| 3    | Torino  | 1  | 2 | 0 | 1 | 1 | 2  | 3  | -1 |

### Girone 2

#### Risultati
|                | Squadra 1 | Risultato | Squadra 2 |
| -------------- | --------- | --------- | --------- |
| 7 giugno 1986  | Avellino  | 5 - 1     | Udinese   |
| 11 giugno 1986 | Juventus  | 1 - 3     | Avellino  |
| 14 giugno 1986 | Udinese   | 1 - 0     | Juventus  |

#### Classifica
| Pos. | Squadra  | Pt | G | V | N | P | GF | GS | DR |
| ---- | -------- | -- | - | - | - | - | -- | -- | -- |
| 1    | Avellino | 4  | 2 | 2 | 0 | 0 | 8  | 2  | +6 |
| 2    | Udinese  | 2  | 2 | 1 | 0 | 1 | 2  | 5  | -3 |
| 3    | Juventus | 0  | 2 | 0 | 0 | 2 | 1  | 4  | -3 |

## Finale
| Arbitro: | Pairetto (Torino) |

|                                |           |                        |
| Alessio 14’, 77’ Benedetti 19’ | Marcatori | 67’ Rideout 78’ Sclosa |

|               |    |                       |             |
|               |    |                       |             |
| P             | 1  | Nicola Di Leo         |             |
| D             | 2  | Stefano Garuti        |             |
| D             | 3  | Armando Ferroni       | Ammonizione |
| D             | 4  | Giacomo Murelli       |             |
| D             | 5  | Roberto Amodio        |             |
| D             | 6  | Giuseppe Zandonà      |             |
| C             | 7  | Andrea Agostinelli    |             |
| C             | 8  | Marco Pecoraro Scanio | 88’         |
| A             | 9  | Alfonso Di Lascio     | 75’         |
| A             | 10 | Paolo Benedetti       | 85’         |
| A             | 11 | Angelo Alessio        |             |
| Sostituzioni: |    |                       |             |
| D             | 13 | Vincenzo Romano       | 75’         |
|               | 14 | Greco                 | 85’         |
| D             | 15 | Biagio Grasso         | 88’         |
| Allenatore:   |    |                       |             |
| Enzo Robotti  |    |                       |             |

|               |    |                      |  |     |
|               |    |                      |  |     |
| P             | 1  | Luigi Imparato       |  |     |
| D             | 2  | Alberto Cavasin      |  |     |
| D             | 3  | Francesco Cuccovillo |  |     |
| D             | 4  | Claudio Sclosa       |  |     |
| D             | 5  | Giovanni Loseto      |  |     |
| C             | 6  | Luciano Sola         |  |     |
| C             | 7  | Angelo Cupini        |  |     |
| C             | 8  | Giuseppe Giusto 56’  |  |     |
| A             | 9  | Giorgio Roselli      |  |     |
| A             | 10 | Gordon Cowans        |  |     |
| A             | 11 | Paul Rideout         |  |     |
| Sostituzioni: |    |                      |  |     |
| A             | 13 | Alberto Bergossi     |  | 56’ |
| Allenatore:   |    |                      |  |     |
| Bruno Bolchi  |    |                      |  |     |

## Classifica marcatori
| Gol | Rigori |  | Giocatore          | Squadra  |
| --- | ------ |  | ------------------ | -------- |
| 7   | 1      |  | Alessandro Bertoni | Avellino |
| 6   |        |  | Angelo Alessio     | Avellino |
| 6   |        |  | Pietro Mariani     | Torino   |
| 6   |        |  | Paul Rideout       | Bari     |
| 3   |        |  | Walter Schachner   | Torino   |